# JD Consultoria
JD Assessoria e Consultoria foi uma empresa de consultorias que pertencia a José Dirceu e seu irmão, Luiz Eduardo de Oliveira. A JD teve seu nome veiculado como empresa de fachada que supostamente receberia recursos desviados da Petrobras cujas operações foram investigadas no âmbito Operação Lava Jato, isso de acordo com depoimentos do doleiro e delator Alberto Youssef, de que Dirceu teria recebido propina de recursos desviados da Petrobras. De acordo com a justiça, JD Consultoria recebeu R$29 milhões, e nas investigações, a JD não  teria conseguido comprovar os serviços prestados. Embora o tipo de consultoria prestada pela JD siga o modelo de outras consultorias, como a de Henry Kissinger, na qual a rede de contatos é o principal trunfo do consultor. A maior parte do faturamento são de empreiteiras e empresas demais envolvidas no esquema de desvio de recursos da Petrobras.

## Clientes JD Consultoria
Empresas que pagaram a JD Consultoria por serviços supostamente nunca prestados, de acordo com procuradores do MPF.
| Ano  | Fonte Pagadora Estabelecimento               | Valor bruto    |
| ---- | -------------------------------------------- | -------------- |
| 2006 | Carmo Consultoria LTDA                       | R$240.000,00   |
| 2006 | Casa Brasil Empreendimentos Culturais        | R$130.000,00   |
| 2006 | Arbi Rio incorporações imobiliárias          | R$120.000,00   |
| 2006 | Construtora OAS                              | R$60.000,00    |
| 2006 | BrasilInvest Empreendimentos                 | R$20.000,00    |
| 2006 | Editora JB S/A                               | R$31.000,00    |
| 2006 | Forum das Americas                           | R$100.000,00   |
| 2007 | Carmo Consultoria LTDA                       | R$60.000,00    |
| 2007 | Eolica Fazenda Nova Geração                  | R$70.000,00    |
| 2007 | Arbi Rio incorporações imobiliárias          | R$180.000,00   |
| 2007 | Adne administração e negócios S/A            | R$180.000      |
| 2007 | SMK serviços de marketing                    | R$100.000,00   |
| 2007 | Editora JB S/A                               | R$21.000,00    |
| 2007 | Construtora OAS                              | R$360.000,00   |
| 2007 | TMKT serviços de marketing                   | R$100.000,00   |
| 2007 | Ambev                                        | R$140.000,00   |
| 2008 | Lacerda e Franze Advogados e Associados      | R$80.000,00    |
| 2008 | Carmo Consultoria Ltda                       | R$20.000,00    |
| 2008 | Arbi Rio                                     | R$180.000,00   |
| 2008 | Monte cristalina S/A                         | R$160.000,00   |
| 2008 | Credencial.com.equipa.eletro.eletron. ltda   | R$200.000,00   |
| 2008 | Parmalat Brasil S/A (Laep Investments)       | R$150.000,00   |
| 2008 | Solvi Participações                          | R$110.000,00   |
| 2008 | Engevix Engenharia                           | R$100.000,00   |
| 2008 | Serveng civilsan                             | R$108.000,00   |
| 2008 | Adne Consluting group LTDA                   | R$240.000,00   |
| 2008 | Egesa Engenharia                             | R$240.000,00   |
| 2008 | 247 Inteligencia digital LTDA (Brasil 247)   | R$60.000,00    |
| 2008 | Ambev                                        | R$240.000,00   |
| 2008 | Construtora OAS                              | R$360.000,00   |
| 2009 | Lacerda                                      | R$60.000,00    |
| 2009 | Solvi participações S/A                      | R$120.000,00   |
| 2009 | Brasil vidro plano industria e comercio LTDA | R$120.000,00   |
| 2009 | 247 Inteligencia digital LTDA (Brasil 247)   | R$220.000,00   |
| 2009 | Spa Engenharia                               | R$90.000,00    |
| 2009 | Comapi agropecuaria                          | R$160.000,00   |
| 2009 | KMG equipamentos eletricos                   | R$60.000,00    |
| 2009 | Adnet consulting group                       | R$180.000,00   |
| 2009 | Serveng civilsan                             | R$198.000,00   |
| 2009 | Monte Cristalina                             | R$220.000,00   |
| 2009 | Vox Engenharia                               | R$80.000,00    |
| 2009 | EMS SA                                       | R$600.000,00   |
| 2009 | Hypermarcas                                  | R$20.000,00    |
| 2009 | Engevix Engenharia S/A                       | R$260.000,00   |
| 2009 | Egesa Engenharia S/A                         | R$120.000,00   |
| 2009 | Galvão Engenharia                            | R$150.000,00   |
| 2009 | Ambev                                        | R$200.000,00   |
| 2009 | Construtora OAS                              | R$361.150,00   |
| 2010 | Lacerda e Franze advogados associados        | R$180.000,00   |
| 2010 | JD Assessoria                                | 25.000,00      |
| 2010 | Brasil vidroplano                            | R$40.000,00    |
| 2010 | Comapi Agropecuaria S/A                      | R$220.000      |
| 2010 | Vox Eng                                      | R$110.000,00   |
| 2010 | Tessele & Madalena, advogados associados     | R$179.400,00   |
| 2010 | Serveng civilsan                             | R$126.000,00   |
| 2010 | Monte Cristalina                             | R$240.000,00   |
| 2010 | SPA Engenharia                               | R$360.000,00   |
| 2010 | Delta Engenharia e montagem industrial LTDA  | R$180.000,00   |
| 2010 | Serpal Engenharia e Construtora LTDA         | R$20.000,00    |
| 2010 | Solvi participações S/A                      | R$218.000,00   |
| 2010 | EMS SA                                       | R$1.800.000,00 |
| 2010 | 247 Inteligencia digital LTDA (Brasil 247)   | R$240.000,00   |
| 2010 | Construtora OAS                              | R$360.000,00   |
| 2010 | Egesa Engenharia S/A                         | R$130.000,00   |
| 2010 | Engevix Engenharia S/A                       | R$650.000,00   |
| 2010 | Camargo Correa                               | R$750.000,00   |
| 2010 | Ambev                                        | R$200.000,00   |
| 2010 | Galvão Engenharia                            | R$300.000,00   |
| 2011 | Monte Cristalina LTDA                        | R$240.000,00   |
| 2011 | Lacerda e Franze advogados e associado       | R$140.000,00   |
| 2011 | Jamp Engenheiros                             | R$300.000,00   |
| 2011 | Companhia administradora de empreendimentos  | R$80.000,00    |
| 2011 | Rocha, Maya e Ayres advogados                | R$100.000,00   |
| 2011 | 247 Inteligencia digital LTDA (Brasil 247)   | R$240.000,00   |
| 2011 | SNS importadora LTDA                         | R$40.000,00    |
| 2011 | Telemidia                                    | R$50.000,00    |
| 2011 | Consilux consultor                           | R$87.600,00    |
| 2011 | EMS SA                                       | R$1.800.000,00 |
| 2011 | SPA Engenharia                               | R$330.000,00   |
| 2011 | Vox Engenharia                               | R$40.000,00    |
| 2011 | Egesa Engenharia S/A                         | R$110.000,00   |
| 2011 | Engevix Engenharia S/A                       | R$110.000,00   |
| 2011 | Galvão Engenharia S/A                        | R$100.000,00   |
| 2011 | Camargo Correa                               | R$150.000,00   |
| 2011 | Construtora OAS                              | R$360.000,00   |
| 2011 | Ambev                                        | R$240.000,00   |
| 2012 | ABCDEFGH Participações S/A                   | R$100.000,00   |
| 2012 | Empresa administradora de empreendimentos    | R$40.000,00    |
| 2012 | EMS SA                                       | R$1.800.000,00 |
| 2012 | Monte Cristalina LTDA                        | R$490.000,00   |
| 2012 | Galvão Engenharia S/A                        | R$25.000,00    |
| 2012 | 247 Inteligencia digital LTDA (Brasil 247)   | R$100.000,00   |
| 2012 | UTC Engenharia                               | R$1.377.000,00 |
| 2012 | Ambev                                        | R$240.000,00   |
| 2012 | SNS Automoveis LTDA                          | R$70.000,00    |
| 2012 | Egesa Engenharia S/A                         | R$80.000,00    |
| 2012 | Construtora OAS                              | R$430.000,00   |
| 2013 | Monte Cristalina LTDA                        | R$240.000,00   |
| 2013 | YPY participações                            | R$140.000,00   |
| 2013 | EMS SA                                       | R$1.800.000,00 |
| 2013 | UTC Engenharia                               | R$939.000,00   |
| 2013 | Construtora OAS                              | R$700.000,00   |
| 2013 | Ambev                                        | R$240.000,00   |
| 2013 | Consilux cosultor                            | R$100.000,00   |

## Esquema da Petrobras
De acordo com a força tarefa da Lava Jato, o pagamento da propina supostamente era feito através de contratos ideologicamente falsos firmados entre a empreiteira Engevix e a Jamp Engenheiros, empresa de Milton Pascowitch. O dinheiro era repassado para ex-diretor da Petrobras, Pedro Barusco, também ao ex-diretor Renato Duque, e para o núcleo político que incluía José Dirceu. Segundo o procurador Deltan Dallagnol, dos mais de R$ 60 milhões em contratos da Engevix com a JD e a Jamp para repasse de propina, R$ 11,8 milhões foram para desviados para Dirceu.
Um relatório da Receita Federal revelou que, entre 2006 e 2013, a JD recebeu dinheiro de pelo menos cinco empresas implicadas na Lava Jato - as construtoras OAS, Galvao Engenharia, Camargo Correa, UTC e Engevix.
Além de repasses dessas empresas, a consultoria de Dirceu também recebeu depositos milionários do empresario Milton Pascowitch, acusado de ser um dos grandes operadores do PT que atuavam na Diretoria de Serviços da Petrobras. Milton Pascowitch tinha sido apontado pelo ex-gerente da Petrobras Pedro Barusco como o pagador de propina da Engevix.

## Offshore
JD fez o registro da filial em 2008 no escritório da Morgan & Morgan, que tem sede no Panamá, paraíso fiscal, conhecido por disponibilizar testas de ferro para abertura de empresas estrangeiras.

## Fim das atividades
Após ser investigado pela força-tarefa do Ministério Público Federal na Operação Lava Jato, José Dirceu finalizou as atividades da JD Consultoria.